# ジェームズ・デプリースト
ジェームズ・デプリースト（James DePreist、1936年11月21日 - 2013年2月8日）は、アメリカ合衆国の指揮者。

## 人物・来歴等
1936年、フィラデルフィア生まれ。コントラルトのマリアン・アンダーソンの甥。フィラデルフィア音楽院でヴィンセント・パーシケッティに作曲を学び、ペンシルベニア大学で学士号と修士号を取得。1962年の国務省主催のバンコク・ツアーで急性灰白髄炎（ポリオ）に倒れたが、十分に快復し、1964年にはディミトリ・ミトロプーロス国際指揮コンクールで優勝した。その後、レナード・バーンスタインに抜擢され、ニューヨーク・フィルハーモニックの 1965-1966 シーズンの准指揮者に就任した。1969年、ロッテルダム・フィルハーモニー管弦楽団を指揮しヨーロッパ・デビューを果たした。1971年には、アンタル・ドラティによりワシントン・ナショナル交響楽団の准指揮者に任命された。ポリオの後遺症で歩行が困難なため、電動車椅子で舞台に登場し、そのまま指揮をする。
デプリーストは現在までに13の名誉博士号を授与されたほか、2冊の詩集を執筆した。アメリカ芸術科学アカデミー、スウェーデン王立音楽アカデミーのフェローにも選出された。フィンランド獅子勲章コマンダー、ケベック市名誉メダル、モナコ文化賞を授与されている。2005年、当時のアメリカ合衆国大統領ジョージ・W・ブッシュから、芸術家にとって最高の栄誉であるアメリカ国民芸術勲章を授与された。
北アメリカで多くの著名オーケストラに客演歴を持つ他、アムステルダム、ベルリン、ブダペシュト、コペンハーゲン、ヘルシンキ、マンチェスター、ミュンヘン、プラハ、ローマ、ロッテルダム、ソウル、ストックホルム、シュトゥットガルト、シドニー、テルアビブ、東京、ウィーンで指揮をした。2005年4月、バービカンでロンドン交響楽団を振り、ロンドン・デビューを果たした。アスペン音楽祭、ボストン交響楽団、フィラデルフィア管弦楽団、ジュリアード管弦楽団には定期的に客演指揮を続けた。
彼の名義による録音数は50を超える。中でも有名なものにヘルシンキ・フィルハーモニー管弦楽団とのショスタコーヴィチ交響曲集がある。オレゴン交響楽団と15の録音を残した。
日本においては、札幌交響楽団への客演、2005年 - 2008年のシーズンにおいて東京都交響楽団の常任指揮者を務めたことで知られる。ジュリアード音楽院の指揮学科及びオーケストラ学科監督、オレゴン交響楽団の桂冠指揮者を兼任している。アメリカの一流指揮者として広く評価され、ケベック交響楽団、マルメ交響楽団、モンテカルロ・フィルハーモニー管弦楽団、オレゴン交響楽団で音楽監督を務めた。

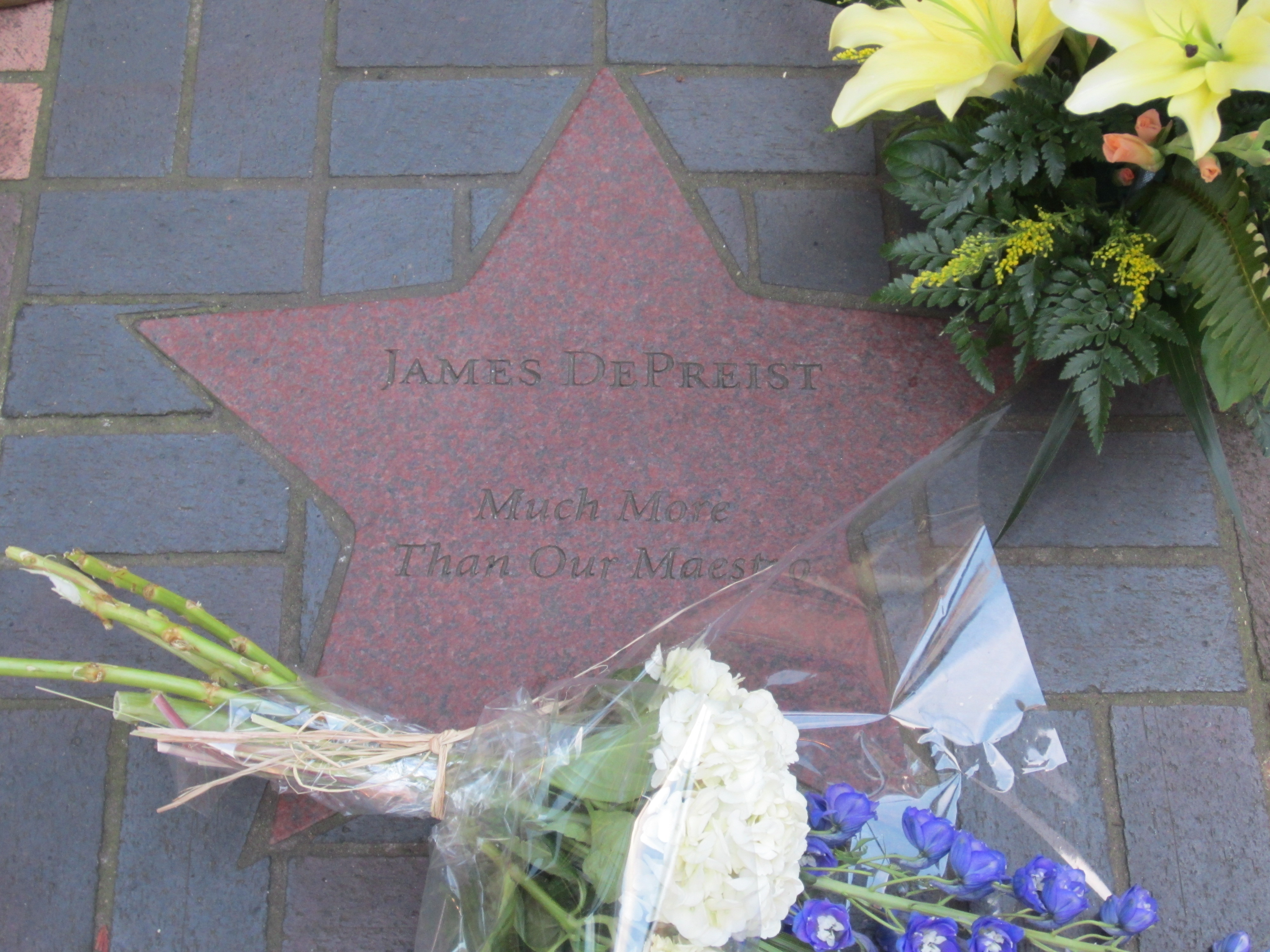
デプリーストの死去を受け、彼のプレートに手向けられた花。

2013年2月8日、心臓発作の合併症のためにアリゾナ州スコッツデールの自宅で死去した。76歳没。
二ノ宮知子作の漫画作品『のだめカンタービレ』において、パリの「ルー・マルレ・オーケストラ」音楽監督の役で、実名で登場した。実写版では本人が出演している。